# Comuna Sălătrucu, Argeș
Sălătrucu este o comună în județul Argeș, Muntenia, România, formată din satele Sălătrucu (reședința) și Văleni.

## Așezare
Comuna este situată în nord-vestul județului, la limita cu județul Vâlcea, pe malul râului Topolog, la poalele Munților Făgăraș. În est se învecinează cu comuna Arefu și comuna Cicănești, în sud cu comuna Șuici și la nord-vest cu comuna Perișani, județul Vâlcea. Este deservită de drumul național de pământ DN7D, care o leagă spre vest de Perișani și Racovița și care se termină în DN7; și de drumul județean DJ703H, care o leagă spre sud de Șuici, Valea Danului și Curtea de Argeș, care se termină în DN7C).

## Sit arheologic
Existența anterioară a unei comunități umane pe teritoriul actual este atestată prin vestigiile arheologice datând din perioada Evului Mediu (urme de locuințe) depistate pe valea Topologului, la confluența cu pârâul Tisa, aparținând satului dispărut Cârstienești. În punctul Bocănița, sunt urme atribuite unei construcții ecleziastice atestate documentar.

## Toponimie
Sălătrucu - toponim de proveniență incertă, originea denumirii așezării fiind explicată prin poziția sa geografică, întrucât este amplasată pe artera de legătură cu Țara Loviștei, lângă pasul Clocotici, Sălătrucu s-a numit inițial „Satul de la Trecătoare”. Forma actuală, Sălătrucu este rezultatul lexical al contragerii formulei perifrastice menționate. O ipoteză mai puțin plauzibilă explică toponimul ca rezultând din contopirea cuvintelor: săliște = „locul pe care un sat” + lotru = „hoț de codru”, Sălătrucu având semnificația de „satul hoților”, semnificație raportată la fenomenul „haiduciei”.
Văleni - toponim indicând originea locală a oamenilor, cu raportare la natura terenului pe care s-a constituit așezarea, format pe baza apelativului vale = pârâu + sufixul -eni, care atestă apartenența locală. Satul este situat în aria de confluență a pâraielor: Valea Mlăcilor și Valea Stănii.

## Istorie
La sfârșitul secolului al XIX-lea, comuna făcea parte din plasa Loviștea a județului Argeș și era formată din satele Sălătrucu de Jos și Sălătrucu de Sus, cu o populație totală de 170 de familii. În comună funcționau mai multe fierăstraie pe Topolog, o școală rurală și două biserici. Anuarul Socec din 1924 o consemnează în plasa Topolog a aceluiași județ, având 955 de locuitori în satele Sălătrucu de Jos, Sălătrucu de Sus și Bocănița. În 1931, comuna a fost desființată, iar satele ei au fost incluse în comuna Șuici. Ulterior, comuna a fost reînființată, preluând de la comuna Șuici și satul Văleni.
În 1950, comuna a fost transferată raionului Curtea de Argeș din regiunea Argeș. În 1968, a revenit la județul Argeș, reînființat. Cu această ocazie, satele Sălătrucu de Jos și Sălătrucu de Sus au fost comasate în satul Sălătrucu.

## Specific arhitectural
Tipul predominant de arhitectură populară tradițională era reprezentant prin casa construită din lemn pe temelie de bolovani, cu tindă centrală și două odăi laterale, având, pe latura frontală, sala închisă cu pălimar de lemn. În incinta Mănăstirii Văleni, se păstrează construcții de locuit tipice zonei Topologului. O ocupație practicată în Văleni - vărăritul - implica arderea pietrei de var în varniță, precum și cărăușia cu var și, implicit, vânzarea acestuia în așezările din județele Argeș și Vâlcea. Centru de prelucrare artistică a lemnului, Sălătrucu excelează în domeniul confecționării lăzilor de zestre și mobilierului țărănesc amplu ornamentat prin tehnica încrustării sau crestării, motivul predominant fiind rozeta.

## Patrimoniul cultural-istoric
Biserica Sălătrucu de Jos a fost ctitorită potrivit tradiției locale, în sec. XVI, iar, documentar, în 1747, a fost rezidită de obștea satului în frunte cu jupan Ion Popovici, căpitan de poștă la Sălătruc, și soția sa, Ioana, în 1809-1811. Reparații generale s-au întreprins în anii: 1851, 1921 și 1952.  Biserica are plan dreptunghiular, compartimentat, cu absidă poligonală decroșată, pridvor deschis; turlă-clopotniță de lemn peste pridvor,  cu acces pe o scară exterioară. Decorația exterioară este formată dintr-un tor încadrat de două rânduri de cărămizi zimțate și din panouri dreptunghiulare cu cercuri neregulate dispuse în registrul superior. Pictura murală originară, în frescă, a fost realizată în 1811, potrivit inscripției de pe o filacteră din pridvor. Ctitorii principali sunt zugrăviți, pe peretele vestic al pronaosului, în costumați de boiernași, iar părinții lor, Petre și Ancuța, în haine țărănești de dimie. Biserica a fost profanată de ocupanții germani, în 1916, fiind transformată în grajd de cai, iar inventarul cultic a fost distrus. După plecarea nemților, parohiile limitrofe au înzestrat-o cu icoane și cărți bisericești. În patrimoniul bisericii, se află cărți ritualice: Mineie (1789), Molitvelnic (1793), Triod (1798), Apostol (1802), Mineie (1804-1805), Penticostar (1808) și icoane pictate pe lemn în sec. al XIX-lea.
Biserica Sălătrucu de Sus s-a construit, în anii 1886-1892, „prin osânda preotului Ion Vălescu, cu cheltuiala obștii cătunului”, pe locul unei biserici de lemn care data din 1812. Biserica a fost bombardată în 1916, de armata germană, distrugându-se acoperișul și, parțial, pereții; refăcută, în 1918, de meșterul Nicolae Popa; reparații curente au fost efectuate în 1932 și 1957; în 1971, s-a înlocuit iconostasul de tei cu iconostasul din lemn de stejar sculptat de Dumitru Iliescu-Călinești. Biserica are plan treflat, cu abside semicirculare la naos și altar; pridvor cu arcade semicirculare sprijinite pe coloane; turle octogonale peste naos și pronaos. Pictura murală originară a fost realizată în stil bizantin de Belizarie Paraschivescu din Domnești-Muscel (1892). În patrimoniul bisericii, se află cărți ritualice: Penticostar (1722), Evanghelie (1806), Mineie (1852), un clopot datat 1867, făcut de „George Groef, Clopotar din Sibiu”.
Mănăstirea Văleni - ansamblu monahal format din biserica veche, biserica nouă, clopotnița, stăreția, atelierul de țesătorie, casele monahale; fost metoh al Episcopiei Argeșului. Biserica Învierea lui Lazăr, edificată (1884-1888), conform planului arhim. Niță Popescu, cu protosinghelul Iosif, schimonahiei Fevronia. Pictura murală originară realizată de zugravul Ilie Petrescu, Costin Petrescu (fiul său) și Niță Poșoiu din Pitești. Prin preocuparea episcopului Ghenadie al Argeșului, s-au edificat, în aceeași perioadă: clopotnița, fântâna, chiliile și un atelier cu țesătorie. Biserica AMD+ST a fost construită inițial din lemn de stejar, de Zaharia Grădișteanu, călugărit sub numele de Zosim și extinsă de Dorotei,, arhimandritul Mănăstirii Argeșului, prin adăugarea unei tinde (1810) și refăcută (1826), prin osârdia monahiei Platonida. Biserica are plan trilobat, cu abside poligonale decroșate și pridvor deschis susținut pe coloane. Mobilierul cultic a fost executat relativ recent de monahii Antonie Ciobanu și Varlaam Surugiu. 

## Monumente istorice
În comuna Sălătruc se află două monumente istorice de interes național. Unul este monumentul istoric de arhitectură mănăstirea Văleni (1682, 1885, 1945- 1955) — ansamblu alcătuit din biserica „Sf. Treime” (construită în 1945–1955, pe locul bisericii din 1682, reconstruită în 1885), stăreție (sec. XVII), case monahale (9 clădiri; 1875–1925), biserica bolniței „Învierea lui Lazăr” (1875–1925), atelier (1935), fântână (1875 - 1925) și zid de incintă (1875–1925). Altul este monumentul memorial sau funerar reprezentat de o cruce de piatră din secolul al XVIII-lea, aflată în curtea bisericii „Sf. Nicolae și Sf. Gheorghe” din Sălătrucu.
În rest, alte două obiective din comună sunt incluse în lista monumentelor istorice din județul Argeș ca monumente de interes local, ambele clasificate ca monumente istorice de arhitectură: biserica „Sf. Nicolae” (sec. XVI, refăcută în secolul al XVIII-lea, 1811) și biserica „Sf. Nicolae și Sf. Gheorghe” (1892).
Casa Stăreției (1662) - clădire monumentală cu două niveluri: pereții exteriori din piatră și cărămidă, iar pereții interiori din grădele de nuiele între stâlpi masivi de lemn, la colțuri, tavane consolidate cu bârne din stejar.
Atelierul actual de țesătorie (1934-1940), construit prin stăruința episcopiilor Argeșului, Nichita Duma și Grigore Leu, a reprezentat, în zonă o autentică școală de industrie casnică în arta țesutului de covoare naționale. 
Clopotnița edificată, conform proiectului arh. Nicolae Ernst, prezintă trei niveluri și un foișor, accesul în incinta mănăstirii asigurându-se printr-un gang boltit. 
Casele monahale sunt construite în stil tradițional popular zonal, fiind prevăzute, în majoritatea cazurilor, cu prispe la fațada principală; ansamblul lor conturează imaginea autentică a unui sătuc montan argeșean datând de la cumpăna secolelor XIX-XX. 

## Personalități
- HODOROAGĂ, Constantin (1919-?) - preot, militant anticomunist. Absolvent al Facultății de Teologie din București (1942); preot ortodox la Parohia Sălătrucu (1946-1991, cu întreruperi); condamnat la 6 ani de închisoare pentru „uneltire împotriva ordinii sociale”, ca participant activ la Gruparea de rezistență anticomunistă de pe Valea Topologului, coordonată de prof. Dumitru Apostol; deținut politic la: Pitești, Craiova, Aiud, mina de plumb Valea Nistrului (1949-1954); îmbolnăvindu-se grav de plămâni, este eliberat. Contribuie la edificarea Bisericii Sălătrucu de Jos (1977).

## Demografie
Componența etnică a comunei Sălătrucu
     Români (92,64%)
     Alte etnii (0,36%)
     Necunoscută (7%)
Componența confesională a comunei Sălătrucu
     Ortodocși (91,68%)
     Alte religii (1,12%)
     Necunoscută (7,2%)
Conform recensământului efectuat în 2021, populația comunei Sălătrucu se ridică la 1.971 de locuitori, în scădere față de recensământul anterior din 2011, când fuseseră înregistrați 2.220 de locuitori. Majoritatea locuitorilor sunt români (92,64%), iar pentru 7% nu se cunoaște apartenența etnică. Din punct de vedere confesional, majoritatea locuitorilor sunt ortodocși (91,68%), iar pentru 7,2% nu se cunoaște apartenența confesională.

## Politică și administrație
Comuna Sălătrucu este administrată de un primar și un consiliu local compus din 11 consilieri. Primarul, Nicolae Langer[*], de la Partidul Social Democrat, este în funcție din 2004. Începând cu alegerile locale din 2024, consiliul local are următoarea componență pe partide politice:
|  | Partid                     | Consilieri | Componența Consiliului | Componența Consiliului | Componența Consiliului | Componența Consiliului | Componența Consiliului | Componența Consiliului |
|  | -------------------------- | ---------- | ---------------------- | ---------------------- | ---------------------- | ---------------------- | ---------------------- | ---------------------- |
|  | Partidul Social Democrat   | 6          |                        |                        |                        |                        |                        |                        |
|  | Partidul Național Liberal  | 3          |                        |                        |                        |                        |                        |                        |
|  | Uniunea Salvați România    | 1          |                        |                        |                        |                        |                        |                        |
|  | Partidul Mișcarea Populară | 1          |                        |                        |                        |                        |                        |                        |